# Hongarije op de Olympische Zomerspelen 1900

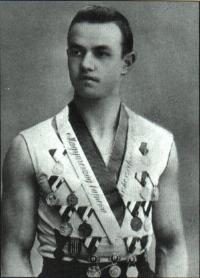
Goudenmedaillewinnaar Rudolf Bauer

Hongarije nam deel aan de Olympische Zomerspelen 1900 in Parijs, Frankrijk. De resultaten van Hongarije en Oostenrijk worden door het IOC apart gehouden hoewel beide landen destijds verenigd waren in de unie Oostenrijk-Hongarije.

## Medailleoverzicht
| Sport    | Olympiër      | Discipline           | Medaille |
| -------- | ------------- | -------------------- | -------- |
| Atletiek | Rudolf Bauer  | discuswerpen (m)     | Goud     |
| Zwemmen  | Zoltán Halmay | 200m vrije slag (m)  | Zilver   |
| Zwemmen  | Zoltán Halmay | 4000m vrije slag (m) | Zilver   |
| Atletiek | Lajos Gönczy  | hoogspringen (m)     | Brons    |
| Zwemmen  | Zoltán Halmay | 1000m vrije slag (m) | Brons    |

## Deelnemers en resultaten

### Atletiek
| Olympiër       | Discipline                    | Resultaat | Prestatie                                             |
| -------------- | ----------------------------- | --------- | ----------------------------------------------------- |
| Pál Koppán     | 60m (m)                       | onbekend  | serie 2: 4-5de                                        |
| Ernő Schubert  | 60m (m)                       | onbekend  | serie 2: 4-5de                                        |
| Pál Koppán     | 100m (m)                      | onbekend  | serie 2: 3de                                          |
| Ernő Schubert  | 100m (m)                      | onbekend  | serie 5: 3de                                          |
| Ernő Schubert  | 200m (m)                      | onbekend  | serie 1: 4de                                          |
| Pál Koppán     | 400m (m)                      | onbekend  | serie 2: 4de                                          |
| Zoltán Speidl  | 400m (m)                      | onbekend  | serie 3: 4-5de                                        |
| Zoltán Speidl  | 800m (m)                      | 5e        | serie 2: 2de in 2.01,1 finale: 5de                    |
| Zoltán Speidl  | 200m horden (m)               | onbekend  | serie 2: 6de                                          |
| Ernő Schubert  | verspringen (m)               | 9e        | kwalificatie: 9de met 6,05m                           |
| Gyula Strausz  | verspringen (m)               | 10e       | kwalificatie: 10de met 6,01m                          |
| Pál Koppán     | hink-stap-springen (m)        | 7-13e     |                                                       |
| Lajos Gönczy   | hoogspringen (m)              | Brons     | 1,75m                                                 |
| Jakab Kauser   | polsstokhoogspringen (m)      | 4e        | 3,10m                                                 |
| Artúr Coray    | kogelstoten (m)               | 7e        | kwalificatie: 7de met 11,13m                          |
| Rezső Crettier | kogelstoten (m)               | 4e        | kwalificatie: 4de met 11,58m finale: 4de met 12,07m   |
| Rudolf Bauer   | discuswerpen (m)              | Goud      | kwalificatie: 1ste met 36,04m finale: 1ste met 36,04m |
| Artúr Coray    | discuswerpen (m)              | 11e       | kwalificatie: 11de met 31,00m                         |
| Rezső Crettier | discuswerpen (m)              | 5e        | kwalificatie: 5de met 33,65m finale: 5de met 33,65m   |
| Gyula Strausz  | discuswerpen (m)              | 14e       | kwalificatie: 14de met 29,80m                         |
| Pál Koppán     | staand hink-stap-springen (m) | 5-10e     |                                                       |

### Schermen
| Olympiër                  | Discipline         | Resultaat    | Prestatie |
| ------------------------- | ------------------ | ------------ | --------- |
| Amon Ritter von Gregurich | sabel (m)          | 4e           |           |
| Hugó Hoch                 | sabel (m)          | halve finale |           |
| Gyula Iványi              | sabel (m)          | 5e           |           |
| Todoresku                 | sabel (m)          | halve finale |           |
| Márton Endrédi            | degen masters (m)  | 1ste ronde   |           |
| Márton Endrédi            | floret masters (m) | 1ste ronde   |           |
| Márton Endrédi            | sabel masters (m)  | 1ste ronde   |           |

### Turnen
| Olympiër     | Discipline               | Resultaat | Prestatie      |
| ------------ | ------------------------ | --------- | -------------- |
| Gyula Kakas  | individuele meerkamp (m) | 88e       | 211 punten     |
| Gyula Katona | individuele meerkamp (m) | DNF       | niet gefinisht |

### Zwemmen
| Olympiër      | Discipline           | Resultaat | Prestatie                                           |
| ------------- | -------------------- | --------- | --------------------------------------------------- |
| Zoltán Halmay | 200m vrije slag (m)  | Zilver    | serie 2: 1ste in 2.38,0 finale: 2de in 2.31,4       |
| Zoltán Halmay | 1000m vrije slag (m) | Brons     | serie 3: 1ste in 14.52,0 finale: 3de in 15.16,4     |
| Zoltán Halmay | 4000m vrije slag (m) | Zilver    | serie 2: 1ste in 1:11.33,4 finale: 2de in 1:08.55,4 |

Argentinië · Australië · België · Bohemen · Brits-Indië · Canada · Cuba · Denemarken · Duitsland · Frankrijk · Griekenland · Groot-Brittannië · Haïti · Hongarije · Iran · Italië · Luxemburg · Mexico · Nederland · Noorwegen · Oostenrijk · Peru · Roemenië · Rusland · Spanje · Verenigde Staten · Zweden · Zwitserland · Gemengde teams